# Langues birmanes
Les langues birmanes forment un sous-groupe des langues lolo-birmanes, au sein des langues sino-tibétaines. Elles comprennent, entre autres, le birman et l'arakanais.

## Classification
Glottolog classe les langues birmanes comme ceci (les dialectes sont indiqués en italique) :
- Langues birmanes
  - Langues birmanes septentrionales
    - Hpon
      - Hpon septentrional
      - Hpon méridional

    - Langues marouïques
      - Langues leqiques
        - Chashan
        - Lashi

      - Maru
        - Dago' Lawng Bit
        - Gawan Naw'
        - Hlo'lan
        - Laking
        - Lawng Hsu
        - Wa Khawk
        - Zagaran Mran

      - Pela
      - Zaiwa
        - Langwa
        - Zaiwa nucléaire
        - Polo

  - Langues birmanes méridionales
    - Langues achangiques
      - Achang lianghe
      - Achang longchuan
        - Longchuan
        - Maingtha
        - Xiandao

      - Achang luxi
      - Ngochang

    - Langues mranmaïques
      - Intha-danu
        - Danu
        - Intha

      - Langues mranmaïques nucléaires
        - Langues arakanaises-marma
          - Marma
          - Rakhine

        - Birman
          - Bomang
          - Mandalay-Yangon
          - Yaw

        - Vieux birman
        - Tavoyan
          - Dawei
          - Myeik
          - Palaw

      - Taungyo

Ethnologue classe les langues birmanes comme ceci :
- Langues birmanes
  - Langues birmanes septentrionales
    - Achang [acn]
    - Hpon [hpo]
    - Lacid [lsi]
    - Lhao Vo [mhx]
    - Pela [bxd]
    - Zaiwa [atb]

  - Langues birmanes méridionales
    - Birman [mya]
    - Danu [dnv]
    - Intha [int]
    - Marma [rmz]
    - Rakhine [rki]
    - Taungyo [tco]
    - Tavoyan [tvn]